# De skall se hans ansikte
De skall se hans ansikte är en psalm med text från Uppenbarelseboken 22:4-5. Musiken är komponerad 1982 av Curt Lindström.

## Publicerad i
- Psalmer och Sånger 1987 som nummer 784 under rubriken "Psaltarpsalmer och andra sånger ur bibeln - Bibelvisor".[1]